# 柯燉
柯燉（1441年—1504年），字在亨，號塞軒，福建興化府莆田縣人，民籍，明朝政治人物。

## 生平
成化元年（1465年）乙酉科福建鄉試第三十五名舉人，二年（1466年）中式丙戌科會試第二百五名，二甲第九十八名進士。授大理寺評事，升大理寺副，出為河南按察司僉事，丁父憂，未到任，服闋，起為廣東按察司僉事，丁繼母憂，未到任，服闋，起為浙江按察司僉事，弘治十七年（1504年）卒。

## 家族
曾祖柯伯益；祖父柯守衍；父柯文甫。母林氏（贈孺人）；繼母陳氏（封孺人）。妻李氏；繼妻廖氏。